# Cliffs Ranger Station
La Cliffs Ranger Station est une station de rangers américaine située dans le comté de Coconino, en Arizona. Construite en 1904, elle est aujourd'hui protégée au sein du Walnut Canyon National Monument, opéré par le National Park Service. Elle est inscrite au Registre national des lieux historiques depuis le 31 mars 1975.